# Paul Orndorff
Paul Parlette Orndorff, Jr., né le 29 octobre 1949 à Winchester et mort le 12 juillet 2021, est un catcheur et entraîneur de catch américain. Il est connu pour avoir travaillé dans diverses fédérations membres de la National Wrestling Alliance (NWA) soit la World Wrestling Federation (WWF) et la World Championship Wrestling (WCW).
Il est joueur de football américain à l'Université de Tampa et participe à la draft 1973 de la NFL (en) où les Saints de La Nouvelle-Orléans l'engagent. Cependant, il échoue aux tests physiques et joue chez les Sharks de Jacksonville (en) en World Football League.
Il devient catcheur en 1976 et commence sa carrière en National Wrestling Alliance (NWA) essentiellement dans le Sud des États-Unis jusqu'en 1984. Il rejoint la World Wrestling Federation (WWF) et participe avec Roddy Piper au match phare de WrestleMania I lequel les oppose à Hulk Hogan et Mr. T. Il est ensuite l'allié puis le rival d'Hogan avant de quitter la WWF en 1988 arrêtant une première fois sa carrière.
Il reprend sa carrière de catcheur dans les années 1990 à la World Championship Wrestling et remporte une fois le championnat du monde Télévision de la WCW ainsi qu'à deux reprises le championnat du monde par équipes de la WCW avec Paul Roma. Il arrête définitivement sa carrière en 2000.
Une fois sa carrière terminée, il est un des entraîneurs du WCW Power Plant, école de catch de la WCW. Il est aussi un agent faisant le lien entre les catcheurs et la direction de la WCW.
Dans les années 2000, il devient en 2005 membre du Hall of Fame de la WWE et membre depuis 2009 du Professional Wrestling Hall of Fame et du NWA Hall of Fame (en).

## Jeunesse
Orndorff étudie à l'Université de Tampa où il joue au poste de running back au sein de l'équipe de football américain, les Spartans de Tampa (en). Il a participé à la draft 1973 de la NFL (en) où il est choisi en 289e position lors du 12e tour par les Saints de La Nouvelle-Orléans mais il échoue aux tests physiques. Il joue cependant une saison au sein de la World Football League pour les Sharks de Jacksonville (en),.

## Carrière de catcheur puis d'entraîneur

### Débuts (1976-1983)
Orndorff débute au sein de la Championship Wrestling from Florida une fois sa carrière de footballeur terminée grâce à son beau-frère qui connait le promoteur de cette fédération Eddie Graham et qui accepte de le prendre sous son aile. Graham l'entraîne avec l'aide de Bob Backlund, Jack Brisco et Hiro Matsuda.
Il se fait ensuite connaître dans le Tennessee à la Mid-South Wrestling où il connait une rivalité avec Jerry Lawler pour le titre poids-lourds de ce dernier qu'il remporte après l'avoir battu le 29 mai 1977,. Il perd son titre face à ce dernier 18 juillet avant de quitter cette fédération,.
Il se met alors à travailler pour la NWA Tri-State de la National Wrestling Alliance (NWA) opérant sur la Louisiane, l'Arkansas et l'Oklahoma. Il y devient champion poids-lourds de l'Amérique du Nord de la NWA Tri-State le 29 mai 1978 après avoir vaincu Ernie Ladd. Il perd son titre face à ce dernier en juin. En fin d'année, il change de ligue et intègre la Mid-Atlantic Championship Wrestling toujours au sein de la NWA mais opérant sur la Caroline du Nord, la Carolinne du Sud et la Virginie. Il fait équipe avec Jimmy Snuka et deviennent, le 26 décembre, champions du monde par équipe de la NWA Mid-Atlantic. Ils perdent leur titre le 1er mai 1979,. Cette même année, il lutte également au sein de la Southeastern Championship Wrestling implantée dans le Tennessee et devient, avec Dick Slater, entre octobre et le 22 novembre, champion par équipe de cette fédération.
Pendant la même période, il retourne en Mid-South Wrestling. Après y avoir connu une rivalité avec Angelo Mosca (en) durant l'été 1979, il en connait une autre un an plus tard avec Ken Mantell où après l'avoir battu, Orndorff lui rase la tête, Mantelle ayant instauré cette tradition lorsqu'il battait ses adversaires . Il retourne en Southeastern Championship Wrestling et y remporte, en novembre 1980, une deuxième fois le championnat par équipe, cette fois avec Norvell Austin.
Il retourne à la Mid-South Wrestling en 1981 où il doit affronter The Grappler (en) pour le championnat d'Amérique du Nord de la Mid South mais il est remplacé à la dernière minute par Jake Roberts qui remporte le titre en juin. Il entame alors une rivalité avec Roberts où Orndorff tient le rôle du « méchant » ou heel et il devient champion le 4 juillet,. Il perd ce titre le 1er novembre après sa défaite face à Ted DiBiase. Il continue ensuite à y travailler et il y affronte notamment Dusty Rhodes et Junkyard Dog.
En 1982, il va en Géorgie où il intègre la Georgia Championship Wrestling. Il devient le 20 juin champion National poids-lourds de la NWA après sa victoire sur Buzz Sawyer. Il rend son titre pour avoir le droit d'affronter Ric Flair. Le titre de champion du monde poids-lourds de la NWA de ce dernier est mis en jeu le 1er août. Orndorff remporte le match par disqualification de son adversaire,. Le 3 octobre, il devient une deuxième fois champion National poids-lourds de la NWA mais perd ce titre face à The Masked Superstar le 17 octobre,. Le 7 novembre, Orndorff remporte une troisième fois le titre de champion National poids-lourds de la NWA face à The Masked Superstar mais perd ce titre le 20 mars 1983 face à Tim Brooks,.
D'avril à novembre 1983, il part au Japon où il va évoluer au sein de la New Japan Pro Wrestling.

### World Wrestling Federation (1983-1988)
Fin 1983, la WWF engage Orndorff qui se voit rapidement surnommé Mr Wonderful. Après avoir affronté des jobbers dans des matchs très courts, il effectue un ses premiers matchs télévisés le 23 janvier 1984 où, accompagné de Roddy Piper, il bat Salvatore Bellomo,,. Rapidement, il obtient un match pour le championnat du monde poids-lourds de la WWF face à Hulk Hogan le 20 février mais le match se conclut par la victoire d'Hogan par décompte à l'extérieur, ce dernier ayant contré le piledriver d'Orndorff. Le 21 mai, il dispute un match pour le championnat intercontinental de la WWF face à Tito Santana qu'il remporte par décompte à l'extérieur mais n''obtient pas le titre. Le 28 juillet, Orndorff affronte à nouveau Hogan pour le titre de champion poids-lourds de la WWF et Orndoff l'emporte par disqualification après qu'Hogan ait utilisé le coup de poing américain de son adversaire.
En fin d'année et au début de 1985, avec Piper et « Cowboy » Bob Orton, ils commencent à provoquer certaines célébrités invitées lors des émissions télévisés, ceux-ci n'appréciant pas voir ces célébrités leur voler la vedette. Le 16 février, Piper, qui est alors challenger pour le titre de championnat du monde poids-lourds de la WWF, s'en prend à Mister T.. Cette rivalité va se conclure par un match par équipe à WrestleMania I . Il oppose Piper et Orndorff accompagné de Bob Orton à Hulk Hogan et Mr T accompagnés par Jimmy Snuka et Mohamed Ali comme special enforcer. La victoire est revenu à Hogan et Mr T malgré les interventions d'Orton dans le match,. Orndorff est considéré par Piper et Orton comme le responsable de cette défaite, il attaque ces derniers lors d'un Piper Piper's Pit le 11 mai disputé lors du premier Saturday Night's Main Event. Orton le projette hors du ring alors qu'Orndorff s'apprête à porter à Piper un piledriver. Cette manche se conclut par l'arrivée de Mr T qui reconduit Mr Wonderful au vestiaire. Il s'allie ensuite avec Hogan avec qui il remporte un match par équipe face à Piper et Orton le 29 juin. Le 8 juillet, Orndorff et Piper se retrouvent au premier tour du tournoi King of the Ring qui se conclut par un double décompte à l'extérieur. Le 7 novembre, il participe au tournoi The Wrestling Classic . Il élimine Orton par disqualification mais perd par double décompte à l'extérieur face à Tito Santana en quart de finale.
Le 7 avril 1986 à WrestleMania 2, il affronte Don Muraco. Le match se termine sans vainqueur à la suite d'un double décompte à l'extérieur. Il commence à être agacé de ne pas être aussi populaire que son allié Hulk Hogan et il le trahit durant un match par équipe face à King Kong Bundy et Big John Studd. Orndorff rejoint la Heenan Family (en) et affronte Hogan dans un match pour le championnat du monde poids lourd de la WWF le 28 août durant The Big Event. Il s'y fait disqualifier après l'intervention d'Heenan,. Ils se retrouvent à nouveau face à face le 13 septembre au cours de Saturday Night's Main Event. Cet affrontement se conclut par une disqualification d'Orndorff après l'intervention d'Adrian Adonis en sa faveur. Afin d'éviter d'autres interventions, ils s'affrontent à nouveau dans un match en cage le 14 décembre. Durant ce match, ils sortent tous deux de la cage en même temps puis l'arbitre décide de recommencer le combat lequel se conclut par la victoire d'Hogan.
Au cours de sa rivalité avec Hogan, Orndorff se blesse au bras au cours d'une séance de musculation et doit se faire opérer début 1987. Une fois apte à lutter, il congédie Bobby Heenan une seconde fois et prend Sir Oliver Humperdink (en) comme manager. Il devient le rival de Rick Rude, le nouveau protégée d'Heenan, quand ce dernier vient l'interrompre le 8 octobre. Les deux hommes s'affrontent huit jours plus tard. Au cours de ce combat, Orndorff se retrouve hors du ring et Heenan en profite pour lui assèner un coup de chaise dans le dos l'empêchant de remonter sur le ring avant la fin du compte de 10 de l'arbitre.

### Repos et diverses fédérations (1988-1993)
Orndorff met sa carrière entre parenthèses de 1988 à 1990 et dirige alors un bowling à Fayetteville. En 1990, il réapparait sur un ring de catch à la World Championship Wrestling. Il est alors membre du clan Dudes with Attitude composé de Sting, Lex Luger et des frères Steiner.
À l'automne 1990, il rejoint l'Universal Wrestling Federation (en) (UWF) et durant le premier épisode de Fury Hour le 1er octobre il bat rapidement Riki Ataki. Après ce combat, Dr Death vient le provoquer. Ils s'affrontent deux semaines plus tard et les deux hommes se font compter à l'extérieur.

## Après carrière

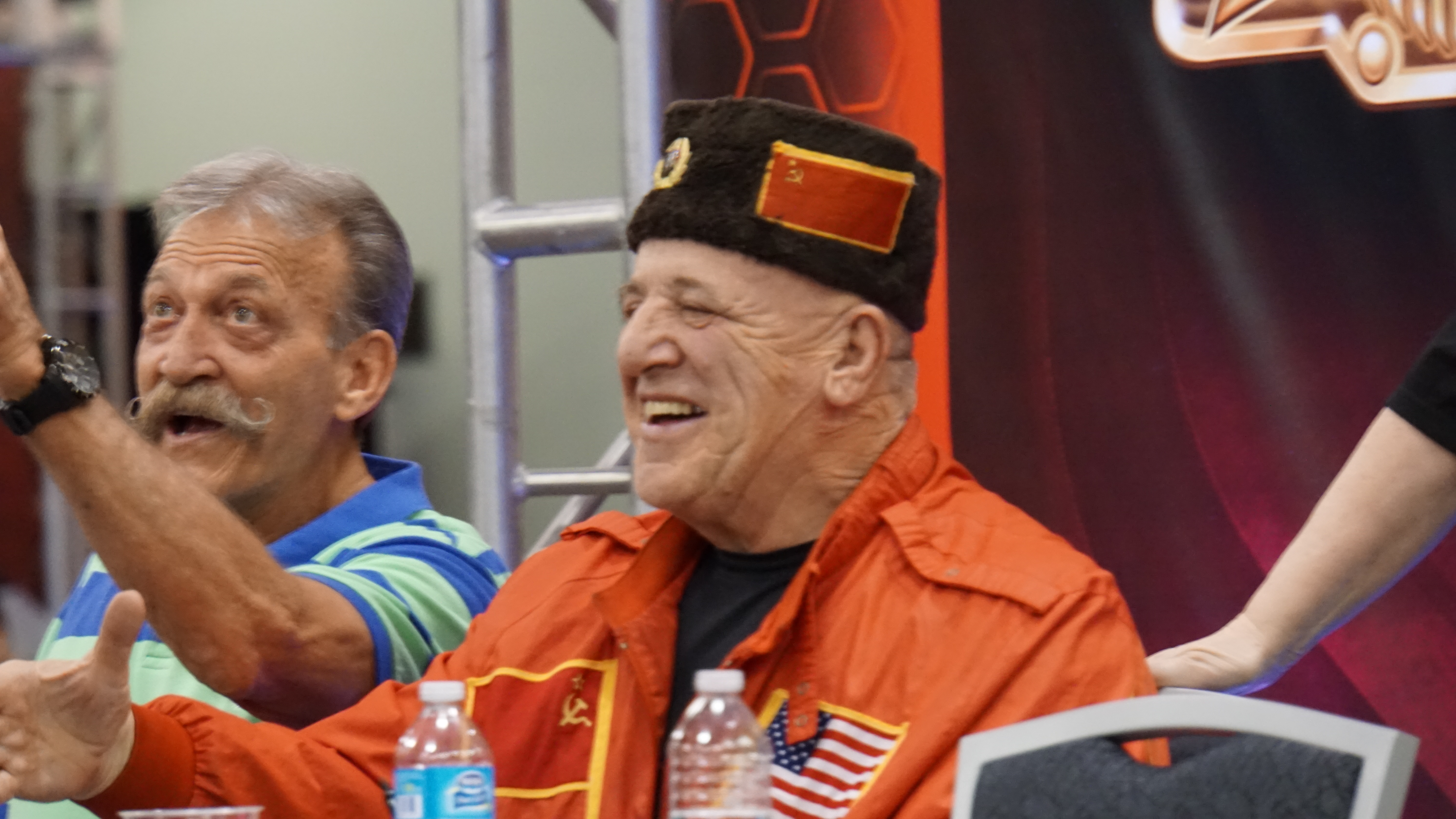
Paul Orndorff et Nikolai Volkoff signant des autographes en 2015.

Orndorff a été introduit au sein du Hall of Fame de la WWE le 2 avril 2005 par Bobby Heenan,. En 2009, il a été encore une fois honoré pour l'ensemble de sa carrière en entrant au Professional Wrestling Hall of Fame ainsi qu'au Hall of Fame de la National Wrestling Alliance,.
En janvier 2011, il a annoncé qu'il a un cancer et se déclare guéri en mars 2012,.
Le 8 mai 2021, Travis, le fils d'Orndorff, poste une vidéo de lui dans un établissement médical, où on le voit dans un état de démence. Il pense que la démence de son père est le résultat d'une encéphalopathie traumatique chronique (ETC).